# ليون جاي وود
ليون جاي وود (بالإنجليزية: Leon J. Wood)‏ هو مترجم أمريكي، ولد في 1918، وتوفي في 1977.